# Rejse i det indre univers
|  | Denne artikel er oprettet af botten PalnaBot ud fra en ekstern database. Den kan derfor have sproglige fejl eller mangler. Denne skabelon kan fjernes efter kontrol af indholdet. |

Rejse i det indre univers er en film instrueret af Ole John efter manuskript af Ole Vedfelt.

## Handling
Dokumentarfilm der viser et psykoterapeutisk forløb som en opdagelsesrejse i sindets underbevidste landskab